# Alexander Hitschfel
Alexander Hitschfel, rodným jménem Antonius Benedictus Hitschfel (7. prosince 1826 Křinice – 20. prosince 1913 Klášter Marienstern) byl cisterciácký mnich, kazatel, kaplan, katecheta, historik a literát. Působil v cisterciáckém klášteře v Oseku, v poutním kostele Panny Marie Bolestné v Mariánských Radčicích a v ženském klášteře v Marienstern.

## Život
Narodil se 7. prosince 1826 v Křinicích jako Antonius Benedictus Hitschfel rodičům Antonu Hitschfelovi a matce Birgitě, dceři Josefa Dimtera, sedláka v Otovicích a Brigitě Zocherin z Vernéřovic. Vzdělání získal se na premonstrátském gymnáziu v Broumově. Do noviciátu v oseckém klášteře vstoupil 4. září 1847 a svaté sliby složil 27. září 1851 (stejně jako výrazná osobnost oseckého kláštera 19. století – vzdělanec, chomutovský učitel a osecký opat Ignatius Krahl). Po složení slibů studoval 1. a 2. ročník teologického studia v domácím klášterním studiu v Oseku, 3. a 4. ročník studoval na biskupském semináři v Litoměřicích. V roce 1852 byl vysvěcen na kněze a téhož roku 22. srpna odsloužil svoji první mši, tzv. primici. V tomto roce nastoupil do funkce kazatele ve Vysočanech, roku 1854 se zde stal kooperátorem, 1856 přešel jako kooperátor do Mariánských Radčic. V roce 1857 opustil české země a byla mu svěřena funkce kaplana v hornolužickém ženského kláštera Marienstern. 31. října 1861 se vrátil jako kaplan do Mariánských Radčic, od 1. září 1864 byl zpět v Marienstern, kde působil opět jako kaplan a také jako katecheta v mariensternském výchovném institutu (Erziehungs-Institut). Tento post zastával minimálně do roku 1896, kdy byla při oslavě 50letého výročí složení jeho svatých slibů („profess-jubiläum“) vyzdvihována jeho mnoholetá oddaná služba v Marienstern, za niž získal saský Albrechtův řád. Během života byl litoměřickým biskupem jmenován do funkce biskupského notáře. Zemřel v Marienstern 20. prosince 1913 v úctyhodném věku 87 let. O jeho úmrtí je zanechána zpráva také v souhrnném oseckém nekrologiu vedeném od 2. pol. 17. století do 20. století.

## Dílo

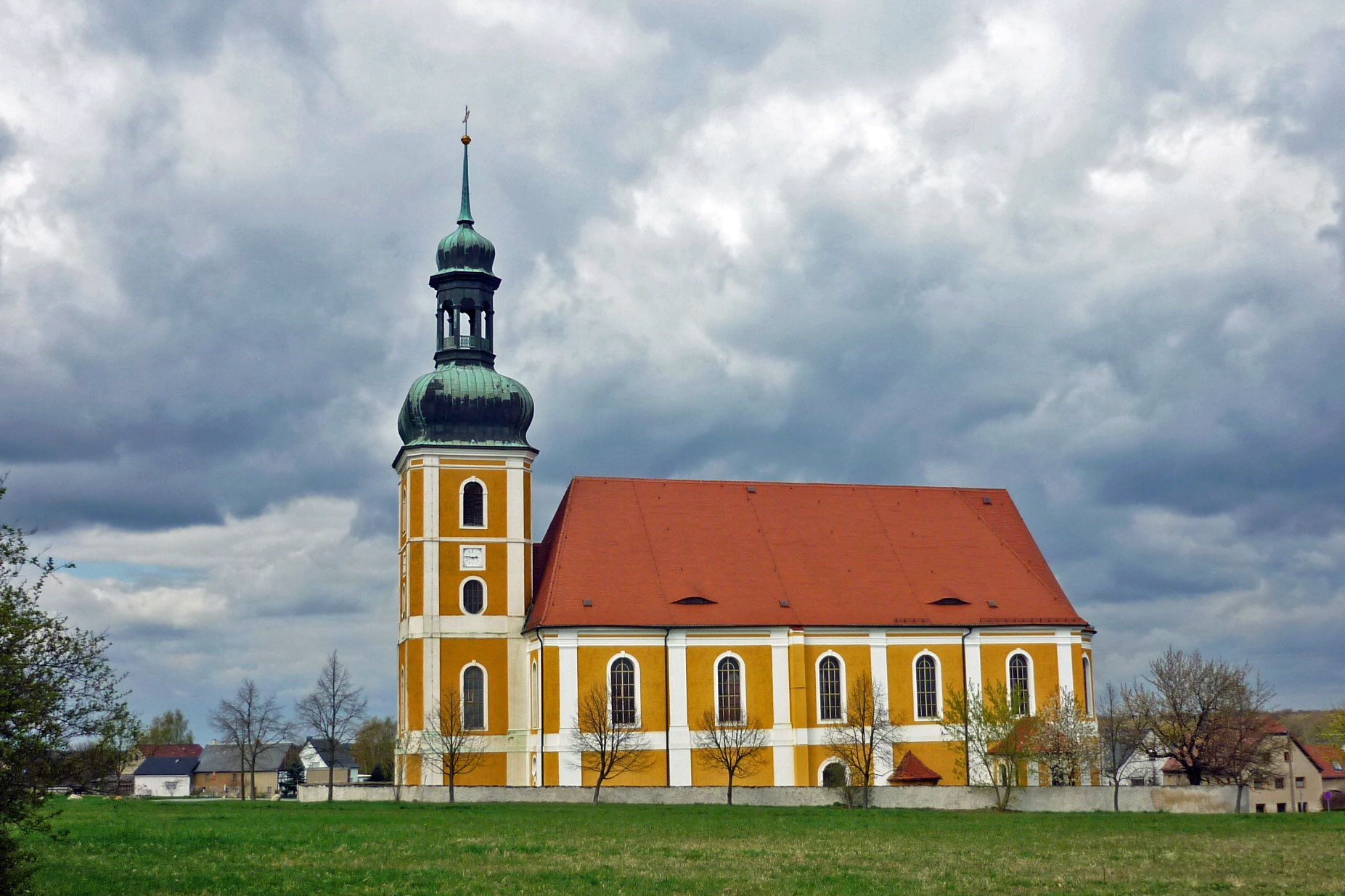
Poutní kostel Panny Marie v Rosenthal

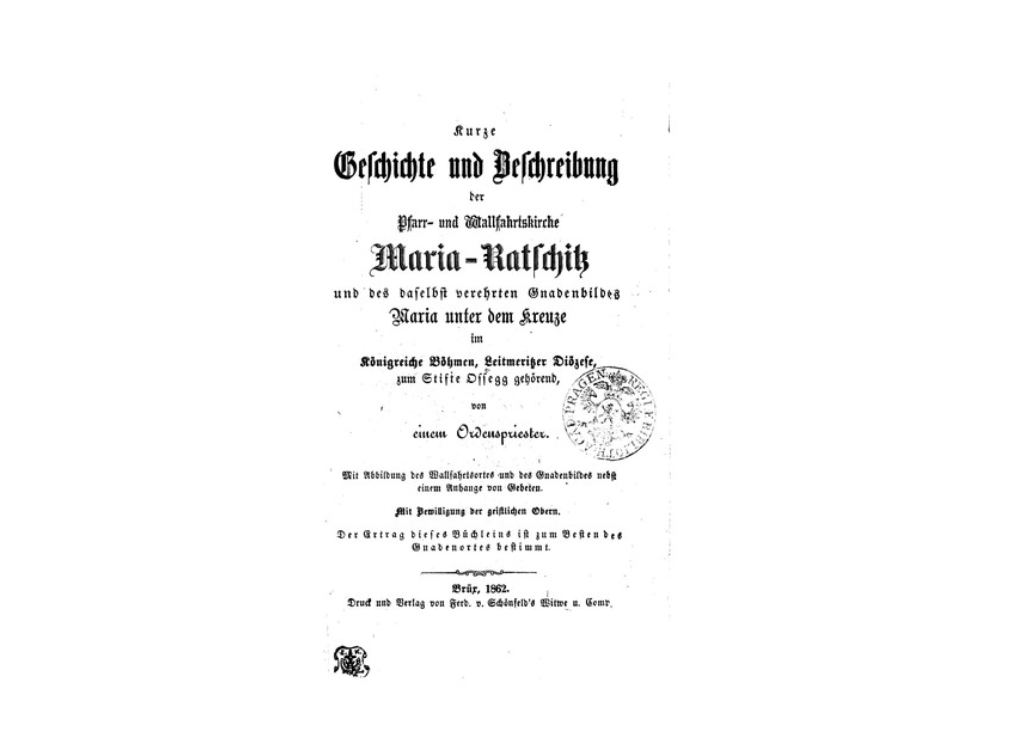
Titulní strana anonymního spisku o historii poutního místa v Mariánských Radčicích, jehož autorství je přisuzováno Alexandru Hitschfelovi

Místa, na nichž během svého života působil, výrazně ovlivnila jeho literární tvorbu. Zanechal po sobě čtyři historicky zaměřená díla. Věnoval se klášteru v Marienstern, kde strávil více než 50 let, a který byl z pochopitelných důvodů jeho spolubratry nazván jeho „druhou domovinou“. Dále publikoval o významných mariánských poutních místech spojených jednak s oseckým klášterem, jednak s Marienstern, a totiž o kostele Panny Marie Bolestné v Mariánských Radčicích a o hornolužickém kostele v Rosenthal. Bylo obvyklé, že se historii ženských klášterů v Horní Lužici věnovali jejich mužství probošti, kaplani či zpovědníci.

### Seznam děl
Seznam Hitschfelových děl je uveden v jeho nekrologu, své jméno v knihách většinou neuvádí. 
- Kurze Geschichte und Beschreibung der Pfarr- und Wallfahrts-Kirche Maria-Ratschitz und des daselbst verehrten Gnadenbildes, der schmerzhaften Mutter Gottes unter dem Kreuze…, vydáno v Mostě 1862[10]
- Notizen über das Cisterzienserinnen-Kloster Marienstern, vydáno ve Varnsdorfu 1878
- Chronik von Marienstern in der koniglich sdchsischen Lausitz von einem Ordensgeistlichen, vydáno ve Varnsdorfu 1894[11]
- Beschreibung des Wallfahrtsortes Rosenthal in der Ober-Lausitz[2]